# Adapa
Adapa, el primero de los Siete Sabios mesopotámicos, fue una figura mítica que, sin saberlo, se negó a recibir el don de la inmortalidad. La historia, comúnmente conocida como "Adapa y el Viento del Sur" está atestiguada por primera vez en el período casita (siglo XIV a. C.) en tablillas fragmentarias de Tell el-Amarna, así como en la biblioteca de Asurbanipal, en la Asiria del siglo VII a.C. El mito mesopotámico habla de siete sabios antediluvianos que fueron enviados por Enki, el sabio dios de Eridu, para traer las artes de la civilización a la humanidad. El primero de ellos, Adapa (Adán), también conocido como Uan, llamado Oannes por Beroso, introdujo la práctica de los correctos ritos religiosos como sacerdote del templo del Apsu en Eridu.
Los sabios se describen en la literatura mesopotámica como peces-parādu, probablemente la carpa, cuyas espinas se han encontrado asociadas con la primera capilla de Eridu. Adapa como pescador fue retratado después iconográficamente como un hombre pez. La palabra Abgallu, sabio (Ab = agua, Gal = grande, Lu = hombre, en sumerio) sobrevivió hasta tiempos nabateos, alrededor del siglo I, como apkallum, utilizada para describir un cierto tipo de sacerdote exorcista.

## Papel
Adapa era un hombre mortal, un sabio o sacerdote en el templo de Ea (Enki para los sumerios), el dios del conocimiento y de la sabiduría de la ciudad de Eridu, que trajo las artes de la civilización a esa ciudad (desde Dilmun, de acuerdo con algunas versiones). El dios le concedió gran sabiduría, pero no la inmortalidad. Un día, mientras pescaba en el mar, se levantó un fuerte viento y volcó su embarcación. Adapa, enojado, rompió las alas de Ninlil el Viento del Sur, que había volcado su barca de pesca, impidiendo que soplara por siete días. Por tal acción, fue llamado a la presencia de Anu, el padre de los dioses. Ea, su dios patrón, le advirtió que tenía que disculparse humildemente por sus acciones, pero no tomar ninguna bebida ni comida mientras estuviese en los cielos o esa comida le provocaría la muerte. Anu, impresionado por la sinceridad de Adapa, en vez de ofrecerle la comida de la muerte, le ofreció la comida de la inmortalidad, pero Adapa, haciendo caso del consejo de Ea, la rechazó y así perdió la oportunidad de haber alcanzado la inmortalidad.
Paralelos se hallan en la historia bíblica del Génesis, donde Adán y Eva fueron expulsados del Jardín del Edén por Yahvé, después de que comieran del Árbol del conocimiento del bien y del mal, así que se hicieron mortales.
Los paralelos son también aparentes (e incluso mayores) con la historia griega de Perséfone cuando visitó el Hades, que fue advertida de que no tomase comida de ese reino (sin embargo, a dicha historia se le puede encontrar un paralelo mucho más próximo en la propia mitología acadia con el mito de Nergal y Ereshkigal).
Adapa es frecuentemente identificado como tutor del mítico primer rey antediluviano de Eridu, Alulim. Además de sus funciones de asesoramiento, se desempeñó como sacerdote y exorcista, y después de su muerte ocupó su lugar entre los siete sabios o  Apkallū (Apkallu, "sabio", viene del sumerio "AB.GAL.LU" (Ab=agua, Gal=grande, Lu=hombre, una referencia a la asociación del primer sabio Adapa con el agua). Al inicio del ritual, los sacerdotes exorcistas asirios y babilonios, vestidos con capas en forma de pez, proclamaban: !Soy Adapa! y su nombre fue empleado en encantamientos al menos hasta el siglo I d. C.

## Como Oannes
Oannes (Ὡάννης) fue el nombre dado por el escritor babilonio Beroso en el siglo III a. C. al ser mítico que enseñó a la humanidad la civilización según la mitología mesopotámica. Beroso describe a Oannes como mitad pez mitad hombre. Es descrito viviendo en el Golfo Pérsico y alzándose de sus aguas durante el día para dar las instrucciones a la humanidad de la escritura, las artes y las diversas ciencias. Oannes y el semítico dios Dagon son considerados idénticos.
El nombre "Oannes" fue considerado anteriormente como un derivado del antiguo dios babilonio Ea, pero ahora se sabe que el nombre es la forma griega del babilonio Uanna (o Uan, el nombre usado para representar a Adapa en los textos de la biblioteca de Asurbanipal). Los textos asirios intentan conectar esta palabra a la palabra acadia "ummanu" (artesano) pero esto no es más que un juego de palabras.